# Rhipidocephala mirabilis
Rhipidocephala mirabilis là một loài ruồi trong họ Asilidae. Rhipidocephala mirabilis được Hull miêu tả năm 1958. Loài này phân bố ở vùng nhiệt đới châu Phi.